# Листинг, Георг
Гео́рг Мо́ритц Ха́ген Ли́стинг (нем. Georg Moritz Hagen Listing; род. 31 марта 1987, Галле) — басист и самый старший участник группы «Tokio Hotel».

## Биография
Играть на бас-гитаре Георг Листинг научился в местной музыкальной школе. Потом произошло знакомство с остальными участниками будущего звездного коллектива. Тем не менее, в школе долгое время никто не догадывался, что Георг — настоящий музыкант. Все изменилось, после того как в ротацию попал первый сингл Tokio Hotel — «Durch den Monsun».
Музыкант говорит, что его стиль игры находится под сильным влиянием Flea из «Red Hot Chili Peppers» и других музыкальных коллективов, включая «Die Ärzte» и «Oasis»
Помимо занятий музыкой, которые, разумеется, главное в его жизни, Георг питает страсть к игре в футбол, а раньше он занимался BMX. Правда, это занятие он бросил после несчастного случая, во время которого у него соскользнула нога, а шипы впились в ногу. После этого происшествия басист Tokio Hotel хромал несколько недель.